# Гарсиа Падилья, Алехандро
Хавьер Алехандро Гарсиа Падилья (англ. Alejandro García Padilla; род. 3 августа 1971, Коамо, Пуэрто-Рико) — политик Пуэрто-Рико, юрист.

## Биография
Секретарь по делам потребителей с 2 января 2005 года по 1 января 2009 года. Член Сената с 2 января 2009 года по 1 января 2013 года, губернатор Пуэрто-Рико с 2 января 2013 года по 2 января 2017 года. Член Народно-демократической партии и американской Демократической партии. Выпускник университета Пуэрто-Рико и Межамериканского Университета Пуэрто-Рико.